# Гохблассен
Гохблассен — гора 2 706 метрів (8 878 фут) заввишки, розташована у Веттерштайні в німецькій землі Баварія. На додаток до головної вершини, вона має підпік, так званий Сігналгіпфель («сигнальний пік»), який становить 2 698 метрів (8 852 фут) заввишки. Вперше на нього піднялися в 1871 році Герман фон Барт і Петер Клайсль.

## Розташування
Гора складається з вапняку Веттерштайн і лежить приблизно за 4,5 кілометра на схід від найвищої вершини Німеччини, Цугшпітце. Це частина східно-західного хребта Гьоллентальграт. За один кілометр на північний схід, відокремлені Гріскаршарте, лежить Альпшпітце (2628 м). На північ, до Гріскара, гора має дуже крутий і нерівний край, заввишки близько 500 метрів. На півдні, над долиною Рейн, скелі височіють понад 900 метрів.

## Бази та скелелазіння
На Гохблассен можна піднятися з хатини Гьолленталангер (Höllentalangerhütte, 1381 м) на північний захід через Grießkarscharte (зі страхувальними тросами) і Nordgrat, згідно з літературою, легкий підйом (без наскрізної стежки), місцями складність до UIAA II ступеня. Тривалість цієї екскурсії становить трохи менше дев'яти годин. З північного та південного схилів гори пролягають серйозні та складні альпіністські маршрути V класу складності UIAA та вище. Крім того, на неї можна піднятися над Hochblassen Ostgrat (або Blassengrat). Цей хребет близько 3 км і займає близько 6 годин. Є ділянки, класифіковані як UIAA класу III, але більшість із них є класом II або пішохідними.